# Olga Šplíchalová
Olga Šplíchalová, nach Heirat Olga Espinosa (* 1. September 1975 in Třebíč), ist eine ehemalige tschechische Schwimmerin. Sie gewann bei Europameisterschaften eine Bronzemedaille auf der 50-Meter-Bahn sowie eine Goldmedaille im Freiwasser.

## Sportliche Karriere
Olga Šplíchalová trat für den TJ Znojmo an.
Bei den Europameisterschaften 1991 in Athen belegte Olga Šplíchalová den sechsten Platz über 800 Meter Freistil. Auch 1992 bei den Olympischen Spielen in Barcelona trat Olga Šplíchalová mit der Mannschaft aus der Tschechoslowakei an. Sie wurde Sechste im B-Finale über 400 Meter Freistil und belegte damit den 14. Platz in der Gesamtwertung. Über 800 Meter Freistil erreichte sie das A-Finale und belegte den sechsten Platz.
Ab 1993 starteten Tschechien und die Slowakei mit getrennten Mannschaften. Bei den Europameisterschaften in Sheffield siegte über 800 Meter Freistil die Deutsche Jana Henke vor der Norwegerin Irene Dalby. Fast drei Sekunden hinter der Norwegerin aber über zwei Sekunden vor der Rumänin Beatrice Coadă erschwamm Olga Šplíchalová die Bronzemedaille. Bei den Freiwassereuropameisterschaften 1993 in der Talsperre Slapy gewann Olga Šplíchalová den Titel über 5 Kilometer.
1995 bei den Europameisterschaften in Wien belegte Šplíchalová den achten Platz über 800 Meter Freistil. 1996 bei den Olympischen Spielen in Atlanta trat Olga Šplíchalová in drei Wettbewerben an. Zunächst wurde sie 21. der Vorläufe über 400 Meter Freistil. Es folgte der 15. Platz in den Vorläufen über 800 Meter Freistil. Zum Abschluss schwammen Hana Černá, Pavla Chrástová, Kristýna Kyněrová und Olga Šplíchalová die 15. Vorlaufzeit von 21 teilnehmenden 4-mal-200-Meter-Freistilstaffeln. 1997 gewann Olga Šplíchalová noch einmal eine internationale Medaille. Bei der Universiade in Catania wurde sie hinter zwei Schwimmerinnen aus den Vereinigten Staaten Dritte über 1500 Meter Freistil.